# Lincoln Navigator
El Lincoln Navigator es un automóvil todoterreno del segmento F fabricado por Ford Motor Company bajo su firma de lujo Lincoln. Está basado en el Ford Expedition y es el primer Lincoln no-limusina en contar asientos para más de 6 personas y también el primero de la firma en ser el vehículo con mayor capacidad de carga. Rivaliza con su homólogo de la General Motors, el Cadillac Escalade.

## Historia

### Primera generación (1998-2002)

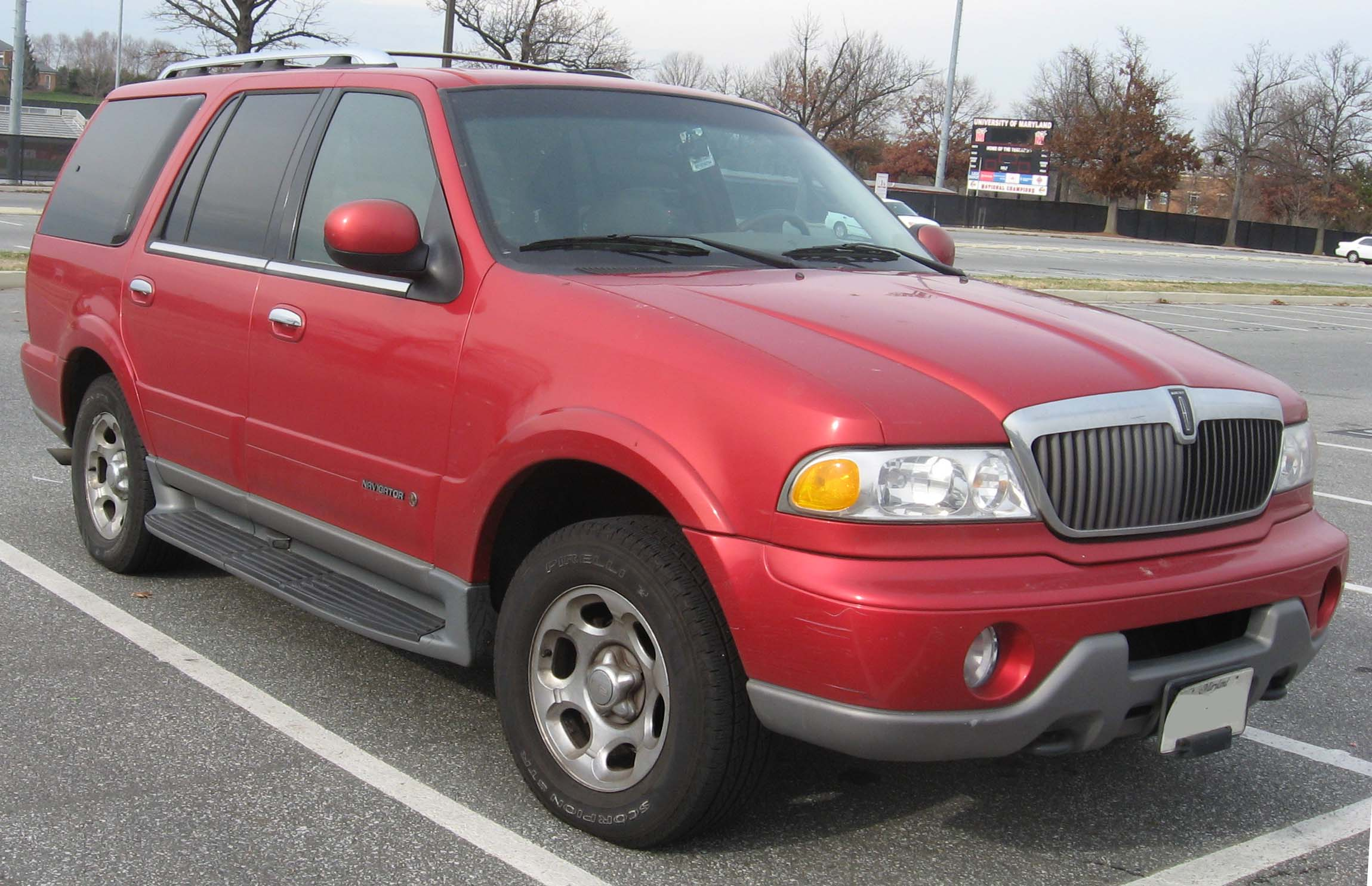
1ª Generación (1998-2002)

El Navigator de 1ª generación estaba basado directamente en el Ford Expedition, aparte de que ambos pertenecían a la línea Serie F de Ford de 1997. Al igual que con muchos SUV de gama alta, el Navigator presentaba una suspensión delantera independiente, una vez más para hacer frente a su rival, el Cadillac Escalade que saldría en 1999, año en el que Lincoln incorporaría el motor InTech V8. También sería ese año en el cual se agregaron pedales de acelerador y freno regulables eléctricamente mientras que las ruedas previamente opcionales de 17 pulgadas se convirtieron en estándar.
Hacia el 2001 se incluyeron diversos cambios cosméticos al modelo, incluso un sistema de entretenimiento VHS fue una opción. También cabe destacar que en esta generación el Ford Expedition y el Navigator eran modelos que por el exterior eran bastante similares pero por dentro, la firma se esforzó más por darle un ambiente más silencioso y con materiales de mejor calidad hasta que en 2002 sería reemplazado por una nueva generación.

### Segunda generación (2003-2006)

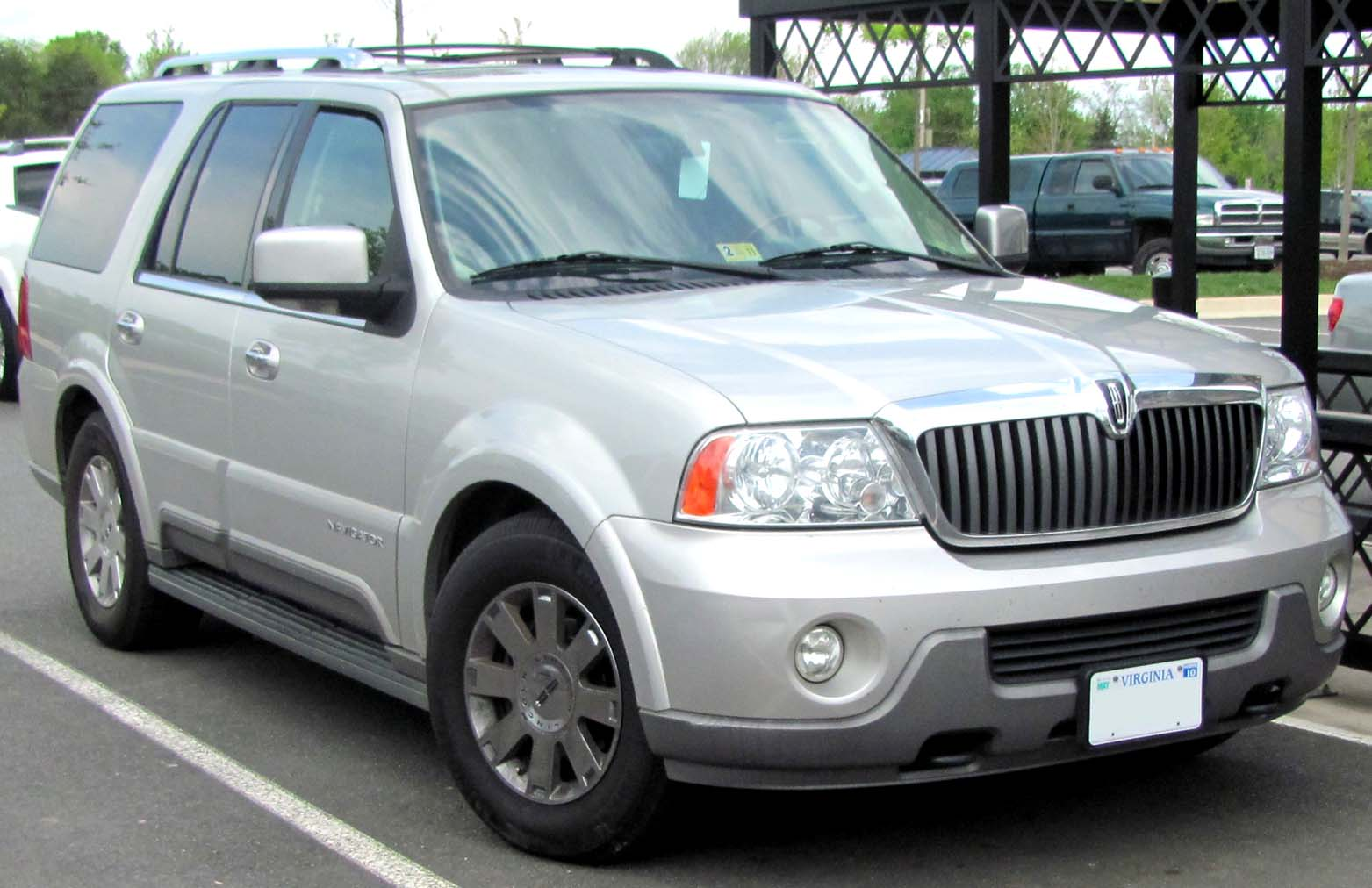
Segunda generación del Navigator

Para 2003, se realizaron una serie de cambios y mejoras en el Navigator gracias a un rediseño completo. El Navigator siguió compartiendo una plataforma con el Ford Expedition, que también fue rediseñado para 2003, pero continuó diferenciándose de él en términos de diseño y varias características exclusivas. El rediseño de 2003 presentó un exterior completamente revisado, el primero desde el lanzamiento del Navigator, con solo las puertas y el panel de techo sin cambios de la generación anterior. El nuevo exterior incluía elementos como una rejilla de cascada de cromo más grande, faros de cuatro luces más brillantes con carcasas más grandes, manijas de las puertas cromadas revisadas en biseles con ranuras de colores y estribos ligeramente más anchos. Dentro del Navigator había un panel de instrumentos y un área de tablero totalmente nuevos que, significativamente, no se compartieron con el Expedition. Inspirado en el diseño simétrico de doble cabina del Lincoln Continental de 1961, el panel de instrumentos y el área del salpicadero estaban adornados con inserciones de madera de nogal real y paneles e interruptores pintados con un níquel satinado de bajo brillo. Además del elegante diseño interior, había LED blancos, 120 en total, que proporcionaban retroiluminación para controles e interruptores. Además, para dirigir la atención al reloj analógico de alta calidad de níquel satinado montado en el tablero de instrumentos, una puerta articulada estaba presente para ocultar la unidad de la cabeza de radio y el sistema de navegación por satélite opcional cuando no están en uso.
El motor de 5.4 litros DOHC V8 que fuera introducido en el año modelo 1999 fue reemplazado por el motor SOHC V8 de 3 válvulas y de 5.4 litros, se puso a disposición un paquete Elite para el nivel de equipamiento Ultimate, que incluye un sistema de navegación por satélite basado en DVD con pantalla táctil activada por voz, sistema de audio THX, sistema de entretenimiento DVD para los asientos traseros y faros HID. En 2006, fue cesada la producción de esta versión.

### Tercera generación (2007-2016)

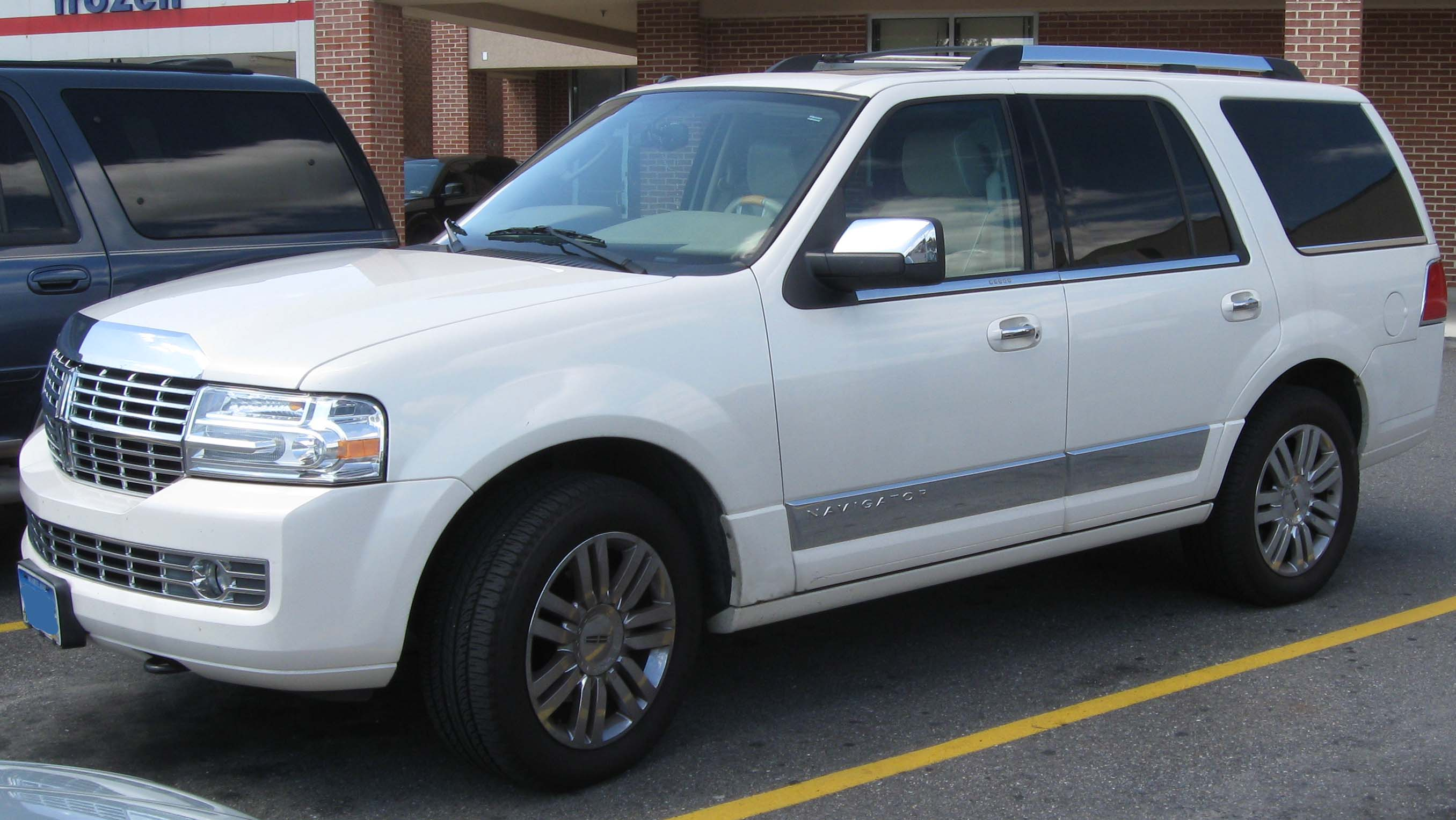
La penúltima y tercera generación del Navigator (2007-2016)

Presentado en el Salón del Automóvil de Chicago en febrero de 2006, el Navigator presentó su actualización de estilo más distintiva desde su introducción con nuevas fajas delanteras y traseras y con revestimiento lateral . En la parte delantera había una rejilla cromada superior, similar a la de los Lincoln clásicos, como el Continental de 1963, un diseño de faro completamente nuevo y más complejo, una rejilla cromada inferior con faros antiniebla integrados y una capucha domo de energía más prominente. Por otro lado, una fascia trasera actualizada presentaba luces traseras inspiradas en el Lincoln MKZ y molduras de cromo que se usaban más prominentemente a los lados del Navigator, incluyendo molduras cromadas en la parte inferior del cuerpo de las puertas. El aspecto distintivo del exterior del Navigator siguió hacia el interior, resaltado por un tablero de instrumentos y un panel de instrumentos completamente nuevos. Estas áreas vieron un amplio uso de formas rectangulares, como en los medidores, así como un mayor uso de acentos de madera real y níquel satinado.
Acompañando el rediseño del Navigator para 2007, se creó un nuevo modelo, el Navigator L. Comparable al Cadillac Escalade ESV, el Navigator L es 370 milímetros más largo que el Navigator estándar en una distancia entre ejes más grande de 300 milímetros, lo que aumenta su capacidad de carga. El Navigator L se introdujo en paralelo a la Expedition EL, una versión extendida de la Ford Expedition. Tanto Navigator como Expedition se rediseñaron para 2007 y se basan en la plataforma T1 de Ford, que está relacionada con la misma plataforma en la que se basa el F-150 introducido en 2004.
Entre 2013 y 2014 el Navigator sufriría minúsculos cambios, entre ellos cambios cosméticos. En cambio, en el año 2015 su parrilla delantera fue actualizada y el único motor que se ofrecía es el Ecoboost V6 de 480 CV de potencia. Por otro lado en esta revisión cabe decir que las ruedas de 20 pulgadas vienen de serie, reemplazando a las de 18 anteriores.

### Cuarta generación (2017-)

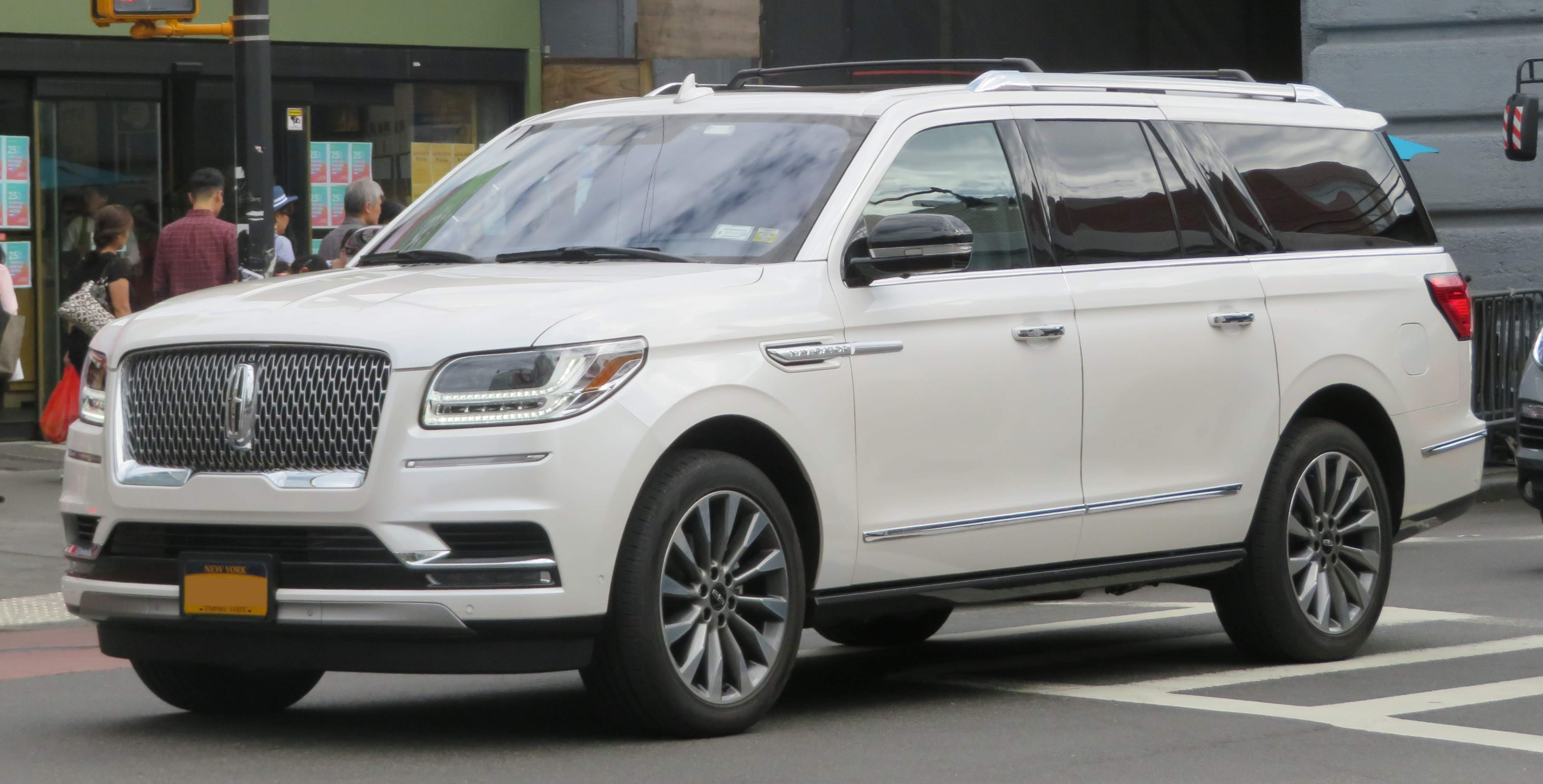
Actual generación (2018-)

El 12 de abril de 2017, el nuevo Navigator fue presentado en el Salón del Automóvil de Nueva York. Esta nueva versión está diseñada para ser más ligera, espaciosa y lujosa que la generación anterior, al perder 200 libras con un nuevo cuerpo de aluminio y presenta un nuevo motor V-6 de 3.5 litros , emparejado con una transmisión automática de 10 velocidades y está disponible en más de 4 versiones en su país de origen .Tiene un precio de entrada para la versión estándar de 72.000 dólares estadounidenses y para la serie L de Navigator, se puede disparar hasta los 100.000 dólares en la black label, su versión más lujosa.
Actualmente el Navigator es el segundo modelo más caro de la casa Ford Motor Company, por debajo del Ford GT.

## Publicidad
El anuncio de la actual generación cuenta con la aparición de diversas estrellas, en el vídeo Perfect Rhythm, aparece el actor Matthew McConaughey, el cual en una parada se convierte en director de orquesta, interactuando con el entorno que le rodea y en sintonía con el vehículo.
Otro vídeo, Build Your Legacy cuenta con la estrella del tennis Serena Williams.